# Muirancourt
Muirancourt település Franciaországban, Oise megyében. Lakosainak száma 587 fő (2022. január 1.). Muirancourt Bussy, Crisolles, Fréniches, Frétoy-le-Château és Guiscard községekkel határos.

## Népesség
A település népességének változása:
| Lakosok száma | 558  | 564  | 571  | 571  | 576  | 582  | 588  | 586  | 587  |
|               | 2013 | 2015 | 2016 | 2017 | 2018 | 2019 | 2020 | 2021 | 2022 |